# Anime
Anime (jap. アニメ) je izraz za svaki crtani film iz Japana. Često je prepoznatljiv stil crtanja likova s velikim očima i povremeno ozbiljnijeg i ambicioznijeg sadržaja za odrasle. Prikazuju se i sadržaji koji nisu primjereni za maloljetnike. Mnogi anime uradci su adaptacije tzv. Manga. Anime ostvarenja se objavljuju u kinu, na televiziji ili na videu i DVD tržištu (tzv. OVA anime = Only Video Animation) i danas su po svijetu već stekla veliku slavu. Prvim službenim animeom se smatra dječja serija "Astroboy" koja je u Japanu emitirana 1963.
Najpoznatiji studio koji proizvodi anime je Ghibli (u kojem radi velikan animea Hayao Miyazaki, čiji je dugometražni anime film "Avanture male Chihiro" osvojio nagradu "Oscar"), a važniji su još i Toei studio, Gainax i drugi. Hayao Miyazaki je još popularan po dugometražnom anime filmu Moj susjed Totoro (jap. となりのトトロ tonari no totoro), kojeg je glavni lik u Japanu stekao popularnost veću od Mickey Mousea, a i u svijetu na jednakoj razini.
Podrijetlo riječi anime je vjerojatno skraćivanje japanske riječi アニメーション (animeshōn), posudio od engleske animation ("animacija"), međutim, neki su predložili da je riječ možda došla francuske animé ("animirani").
"Velikom trojkom" (engl. The Big Three) shounen animea smatraju se Naruto (Shippuden), One Piece i Bleach. Navedeni naziv proizlazi iz činjenice da su Naruto, One Piece i Bleah među najdugovječnijim i najuspješnijim animiranim filmovima koji su se ikada prikazivali i zaradili.
Poznatiji uradci su Bishoujo Senshi Sailor Moon, Death Note, Queen Millenia, Princeza Mononoke, Shin Seiki Evangelion, Bleach,  Hagane no renkinjutsushi, Dragon Ball Z, Dragon Ball i drugi.

## Povijest
Anime je započeo u 20. stoljeću kada su japanski redatelji eksperimentirali s tehnikama animacije. Najstariji poznati anime je prikazan 1917. - dvominutni isječak samuraja koji pokuša isprobati svoj novi mač na žrtvi samo da bi na kraju svršio poražen. Rani pioniri su bili Shimokawa Oten, Jun'ichi Kouchi, i Seitarō Kitayama. Do 1930-ih animacija je postala alternativni oblik pripovijedanja industrije žive akcije. Ali je pretrpjela konkurenciju od stranih producenata i mnogo animatora, kao što su Noburō Ōfuji i Yasuji Murata još radili ručno, a ne uz upotrebu sprava, iako su imali majstorske rezultate. Drugi stvaratelji, kao Kenzō Masaoka i Mitsuyo Seo, su ipak napravili veliki napredak u tehnikama animacije, pogotovo s povećanjem pomoći od vlade kroz korištenje animacije u obrazovanju i propagandi. Prvi zvučni anime je bio Chikara to Onna no Yo no Naka, u produkciji Masaoka 1933. Prvi dugometražni animirani film je bio Momotaro's Divine Sea Warriors kojeg je Seo režirao 1945. uz pokroviteljstvo carske japanske mornarice. Uspjeh Walt Disneyjevog dugometražnog filma Snjeguljica i sedam patuljaka 1937. je utjecao na Japanske animatore. U 1960-im, manga umjetnik i animator Osamu Tezuka prilagodio je i pojednostavio mnogo Disneyjevih tehnika animacije kako bi smanjio cijenu i ograničio broj okvira u produkcijama. Namijenio je ovo kao privremenu mjeru da mu dopusti producirati materijal na uskome rasporedu s neiskusnim osobljem. U 1970-ima mange su postale dosta popularnije – mnogo ih je kasnije bilo animirano. Rad Osamu Tezuka privukao je posebnu pozornost: nazvali su ga "legendom" i "bogom mange". Njegov posao – i posao njegovih pionira u istome zanimanju – inspirirao je karakteristike i žanrove koji su ostali osnovni elementi animea u današnjem svijetu. Žanr velikog robota (znan kao Mecha danas izvan Japana), na primjer, kojeg je Tezuka oblikovao, razvio se u žanr Super Robota pod Go Nagai i drugima, i bio je revolucioniran na kraju desetljeća pod Yoshiyuki Tomino koji je napravio žanr pravog robota. Robot anime kao the Gundam i The Super Dimension Fortress Macross serije postali su klasici u 1980-ima i žanr robota je danas jedan od najpopuarnijih u Japanu i svijetu. U 1980-ima, anime je postao više prihvaćen u Japanu (iako manje od mange), i iskusio naglu promjenu u produkciji. Prateći nekoliko uspješnih adaptacija u animeu na inozemnom tržištu u 1980-ima, anime je dobio povećan prijam na tim tržištima u 1990-ima i još više na početku 21. stoljeća.

### Anime u Hrvatskoj
Anime ostvarenja su još uvijek većim dijelom nepoznata u Hrvatskoj, ali su u zadnje vrijeme postala sve popularnija. "Pčelica Maja" je vjerojatno najpoznatiji, iako netipičan anime u Hrvatskoj, emitiran još u 80-ima. "Calimero" je također primjer netipičnog animea koji se emitirao u Hrvatskoj i postao popularan u 80-ima. Kanal OTV je isto tako prikazao i seriju "Saber Rider". HRT je 1999. prikazao crtanu seriju "Candy Candy".
Kanal Nova TV je 2001. počeo emitirati iznimno popularnu "Sailor Moon", pod naslovom "Mjesečeva ratnica". Sljedeće godine su prikazane druge crtane serije: "Pokemon", "Dragon Ball", "Dragon Ball Z", "Digimon Adventure", "Digimon Adventure 02" i "Yu-Gi-Oh!". Svi animei od navedenih su stekli golemu popularnost, međutim nijedna do danas nije reprizirana, osim što su prikazane novije sezone koje se temelje na istoj seriji. Jedina je iznimka "Dragon Ball Z", kojeg je kanal RTL Televizija počeo emitirati 10. veljače 2011. s hrvatskom sinkronizacijom. Unatoč tome što se anime vratio na televiziju nakon mnogo godina, mnogi su fanovi razočarani zbog odluke da se sinkronizira. Sinkronizacija također nije pohvaljena.
Na Novoj TV se neko vrijeme prikazivao anime Shaman King sinkroniziran na engleski.
Film "Princeza Mononoke" prikazan je u hrvatskim kinima 2000. godine, čime je otvoren niz daljnjih ostvarenja redatelja Hayaoa Miyazakija, "Avanture male Chihiro" i "Leteći dvorac", koji su prikazivani u kinima 2004. i 2005. Distributer Blitz je na hrvatsko DVD tržište 2001. izdao film "Digimon: The Movie a 2004., još dva anime filma, "Tokyo Godfathers" i "Steamboy". 
Zadnja sezona Sailor Moon Sailor Stars se emitirala 2004. Iste godine je RTL prikazivao nogometni anime "Captain Tsubasa" pod naslovom Gool! i "BeyBlade", a "Yu-Gi-Oh GX" i "Sonic X" su se emitirali na Nova TV.
2005., Nova TV je počela emitirati treću sezonu Digimona, "Digimon Tamers". Još su uslijedile sljedeće dvije sezone koje su se kratkotrajno prikazivale. 
2006. Nova TV je počela emitirati seriju "Superklinke".
Kanal Mini TV je od 2008. emitirao "Pokemon Advanced", "Speed Racer", Yu-Gi-Oh GX, od 2009. "Bakugan Battle Brawlers", od 2010. "Bakugan: New Vestroia" i od 2011. najnoviju sezonu BeyBlade: Metal Fusion.
Od 7. prosinca 2010., HTV 2 je počeo emitirati seriju "Hamtaro". Od 24. rujna 2012. se emitira najnovija Yu-Gi-Oh! sezona "Yu-Gi-Oh! 5D's".
Godine 2012. u nekim se kino-dvoranama prikazivao se dugometražni film "Ookami kodomo no Ame to Yuki (Djeca vukovi)".
Od 2017., Disney XD počeo je emitirati Digimon, Detektiv Conan
2016. godine na RTL Kockici počeo se emitirati anime Yu-Gi-Oh Zexal, a 2018. godine emitira se Yu-Gi-Oh ARC-V
Od prosinca 2017. pa do travnja 2018.godine program HTV 3, dozvolom projekta Japanske fondacije: “Japan Broadcasting Contents Introduction Project”, prikazivao je sljedeća 5 anime uradka:
"Haikyuu!!"
"Grander Musashi" i "Grander Musashi RV"
"Eureka Seven" i "Eureka Seven AO".
Navedeni animei su prikazivani s originalnom sinkronizacijom na japanskom i s hrvatskim titlovima.

## Žanrovi
Žanrovi koji su specifični za anime i mange:
- Bishōjo: na japanskom ”lijepa djevojka”, usvojeni termin koji se može iskoristiti da opiše svaki anime koji sadrži likove lijepih djevojaka
- Bishōnen: na japanskom ”lijep dječak”, usvojeni termin koji se može odnositi na svaki anime koji u sebi ima zgodne dječake i ljude
- Ecchi: dobiveno izgovorom latiničnog slova ”H”, što u Japanu označava nepristojnu seksualnost
- Hentai: na japanskom ”perverzno” i koristi ga zapadnjačka publika da uputi na pornografski anime
- Josei: na japanskom ”žena”; ovaj anime ili manga je namijenjen ženama
- Kodomo: na japanskom ”dijete”, ovakav anime ili manga je namijenjen mlađoj djeci
- Mecha: anime ili manga koji sadrže divovske robote
- Moe: anime ili manga koji sadrže likove koji su ekstremno veseli i slatki
- Progresivni: umjetnički filmovi
- Seinen: anime ili manga koji su slični Shounen tipu, ali su namijenjeni starijoj publici, zbog povećane količine krvi i nasilja
- Sentai/Super Sentai: anime ili manga koji uključuju timove superjunaka
- Shōjo: na japanskom ”male djevojčice”, označava anime ili mangu koji su namijenjeni djevojčicama ili tinejdžericama
- Mahō Shōjo: podžanr Shoja poznat kao priče o magičnim djevojkama
- Shōjo-ai: označava anime ili mange čija je tema ljubav između ženskih likova
- Shōnen: na japanskom ”dječaci”, odnosi se na anime ili mangu namijenjene dječacima ili tinejdžerima
- Shōnen-ai: označava anime ili mange čija je tema ljubav između muških likova.
- Yaoi: nešto slično Shōnen-ai-u, Također je tema ljubav između muških likova. Za razliku od Shōnen-ai u Yaoi-u su često prikazani prizori seksa.
- Yuri: slično Shōjo-ai-u, također je tema ljubav između ženskih likova sa scenama seksa.

## Vanjske poveznice
- Anime info  Arhivirana inačica izvorne stranice od 22. ožujka 2009. (Wayback Machine)